# ウチクリ内倉
ウチクリ 内倉（ウチクリ うちくら、1983年1月29日 - ）は、日本の俳優、お笑い芸人である。鹿児島県出身。血液型はA型。ツラヌキ怪賊団所属（団長）。おふぃす庵と業務提携。東京都立城東高等学校卒業。本名の内倉 弘貴（うちくら ひろき）としても活動している。

## 来歴
東京都立城東高等学校在学中に、芸能界入りする。養成所、小劇場を経て、2004年IKKANに出会い師事し、お笑い芸人としても活躍する。
2010年、元氣エンターテインメントシアター（G.E.T）と合併して新劇団「怪傑パンダース」を旗揚げ。退団するまで、全公演に出演、主演を務める。
2011年、10月に「リーゼント総理」公演以後、怪傑パンダースを離れる。
2012年、IKKAN・高円寺モテコらと劇団「ツラヌキ怪賊団」を旗揚げ。団長を務める。全公演に出演、主演を務める。同年から、「おふぃす庵」と業務提供をし、映像の活動もしている。
2014年、黒田勇樹、杉浦タカオ、椿隆之、斎藤このむと共に、サーティワンアイスクリーマーズを結成する。
2015年、森大（30-DELUX）、林修司（ルドビコ★）、山﨑雅志（ホチキス）、長谷川太郎（少年社中）と共に、dopeAdopeを結成する。
2017年、図師光博、緑川睦と共にUZRを結成。自身初作品を、同年10月の第一回公演『えきものがたり』として発表。
自身の劇団では熱血な男のキャラクターを演じるが、他ではひょうひょうとしたクールな男や、詐欺まがいの悪役も演じる。演技のテンポには定評があり、共演者からも慕われる。お笑いライブではボケもこなすが、司会では突っ込みを担当。幅広い技術を持つマルチ俳優。

## ステージ
【2009年】
- 4月　Wit Presents IKKAN Produce Theater 『真夜中のファイル』新宿御苑サンモールスタジオ
- 9月　オフィス★怪人社15周年公演『脳の国のDr.シナプス』新宿御苑サンモールスタジオ

【2010年】
- 4月　ルドビコ★Vol.6『HAMLET-青い薔薇のくちづけ-』原宿クエストホール
- 8月　Wit Presents IKKAN Produce Theater『正太くんの青空』新宿御苑サンモールスタジオ
- 9月　ルドビコ★plus＋異空間ステージ『花咲ける青少年〜The Budding Beauty〜』草月ホール

【2011年】
- 2月　怪傑パンダース旗揚げ公演『パーフェクトヒーロー』主演　笹塚ファクトリー
- 5月　怪傑作パンダースEXTRA STAGE Vol.1『バンク・バン・レッスン』新宿御苑サンモールスタジオ
- 10月　怪傑パンダース第2回公演『リーゼント総理』主演　中野テアトルBON BON

【2012年】
- 1月　Sun-mallstudio produce『Sの悲劇』新宿御苑サンモールスタジオ
- 2月　NoH-Ra主催　即興芝居イベント『Action』Vol.1 TOKYO FMホール（東京・半蔵門）
- 3月　NoH-Ra主催　即興芝居イベント『Action』Vol.2 TOKYO FMホール（東京・半蔵門）
- 5月　ツラヌキ怪賊団　1st navigation『Beautiful Runner』主演　新宿御苑サンモールスタジオ
- 8月　舞台『裏切りは僕の名前を知っている2』前進座劇場
- 11月　旗揚げ十周年記念興行第二弾　ACTOR'S TRASH ASSH 第十七回本公演『世界は僕のCUBEで造られる』吉祥寺シアター

【2013年】
- 1月　ツラヌキ怪賊団 2nd navigation『リーゼント総理』主演　中野ザ・ポケット
- 2月　MOSH.04『知りすぎていた男』下北沢空間リバティ
- 6月　『解体屋！！BARASHIYA-そこは残しておくよ-』池袋シアターグリーン　BIG TREE THEATER
- 7月　カプセル兵団笹塚ファクトリー提供公演『超鋼祈願ササヅカイン〜新たなる脅威』笹塚ファクトリー
- 8月　危婦人2013年夏公演『ボナミ』下北沢GEKI地下リバティ
- 9月　ツラヌキ怪賊団　3rd navigation『ねぇ、ヒルガオが咲いてるよ。』主演　池袋シアターグリーン　BIG TREE THEATER
- 11月　ホチキスvol.30『天才高校〜デスペラード〜』新宿御苑サンモールスタジオ
- 12月　人狼 ザ・ライブプレイングシアター#08：MISSION The Castle Job　上野ストアハウス

【2014年】
- 1月　ツラヌキ怪賊団　4th navigation『Beautiful Runner』銀座みゆき館劇場
- 2月　『SEPT pleasant party night!!!Vol.2』〜公開放送風、お芝居というアクセントをのせて〜　新宿MARS
- 3月　カプセル兵団超外伝　吉久直志プロデュース公演『ダークナイトライジング』八幡山ワーサルシアター
- 3月　SOLID STARプロデュースVol.1『ミニチュア!!』新宿スペース107
- 4月　人狼 ザ・ライブプレイングシアター『#11：VILLAGE VI春の香る村』新宿御苑サンモールスタジオ
- 4月　シアターX・フランス演劇クレアシオン提携公演『フライトNo.2037』両国シアターΧ
- 5月　 STYLISH BOYS 1st.stage　『マジハウス』中野テアトルBON BON
- 6月　人狼 ザ・ライブプレイングシアター『#12：STEAM〜機巧人形と月の艇〜』池袋シアターグリーン　BIG TREE THEATER
- 6月　『SEPT pleasant party night!!!!Vol.2-2nd!!!!』　新宿MARS
- 7月　サーティーワンアイスクリーマーズ公演　Vol.1　『LEYTE！〜祖父のレイテ戦記〜』　中野・劇場HOPE
- 7月　人狼 ザ・ライブプレイングシアター『#13：VILLAGE Vll 夏草がそよぐ村』　シアターKASSAI
- 8月　ツラヌキ怪賊団　5th navigation『みんなのうた』池袋シアターグリーン　BIG TREE THEATER
- 10月 SOLID STAR プロデュースVol.2『ヨビコー！』六行会ホール
- 11月 『はいどーも！オータム・フェスタ』鯛Cafe
- 11月 『SEPT pleasant party night!!!!Vol.3!!!』〜STAND UP!!パズルのピース〜　　Future SEVEN
- 12月 人狼 ザ・ライブプレイングシアター『#16:VILLAGE IX　雪の花咲ける村』シアターKASSAI
- 12月 サードプレイス『TAMARUKA！〜年末特別交流試合〜』シアターD

【2015】
- 1月　危婦人本公演『毒花〜DOKKA〜』下北沢駅前劇場
- 2月 Gフォースプロデュース『とりあえずコレで。』Gフォーススタジオアトリエ
- 3月 森の太郎もりたろレジェンドライブ『Vampiregame』エビス駅前バー
- 4月 サーティーワンアイスクリーマーズVol.2『SAI-YUKI！』中野・劇場HOPE
- 4月 人狼 ザ・ライブプレイングシアター『#19:VillageX春雷の響く村』萬劇場
- 5月 dopeAdope step.1『ギャングスターター』新宿御苑サンモールスタジオ
- 6月 人狼 ザ・ライブプレイングシアター『#20:STEAM II 機巧人形と月の鉱石』池袋シアターグリーン BIG TREE THEATER
- 6月7月 『バンク・バン・レッスン』中野ザ・ポケット
- 8月 GRASP Vol.3 ツラヌキ怪賊団presents『ねぇ、ヒルガオが咲いてるよ。』新宿村LIVE
- 9月10月 人狼TLPT×『PSYCHO-PASS サイコパス』シアターサンモール
- 10月 人狼 ザ・ライブプレイングシアター 『Special#21 Village』 三周年記念公演 新宿村LIVE
- 11月 dopeAdope side step.1 『フェイクキラーズ』渋谷ルデコ
- 12月 SEPT pleasant party night!!!!vol.5[『クロックミュージアム〜5つの音楽、5つの物語〜』南青山Future SEVEN

【2016】
- 1月 ツラヌキ怪賊団 6th navigation『役者、坂本龍馬』主演 中野テアトルBONBON
- 2月『プライム輪舞曲〜素数と宝剣(つるぎ)と金庫の謎」〜』 シアターKASSAI
- 3月『SEPT pleasant party night!!!!Vol.5外伝「クロックミュージアム〜アフターライブ in Future SEVEN〜」』 南青山Future SEVEN
- 4月 dopeadope step.2『コンダクター』 新宿御苑サンモールスタジオ
- 5月 ツラヌキ怪賊団 Tribute Sailing『ここどけの話』新宿御苑サンモールスタジオ
- 6月 SP/ACE=project Casual Meets Shskespear『A Midsummer Nights Dream』ラゾーナ川崎プラザソル
- 6月カプセル兵団　『ココロコロガシ』ゲスト　ワーサルシアター八幡山
- 7月 危婦人本公演『カサブランカの、夢』下北沢駅前劇場
- 7月 人狼TLPT×『宇宙兄弟』新宿村LIVE
- 8月 こちらスーパーうさぎ帝国『ボーン・トゥ・ビー・チャイルド！』「劇」小劇場
- 8月　SEPT　vol.6『SANZ』新宿村LIVE
- 10月Casual　Meets　Shakespeare『Macbeth SC』ラゾーナ川崎プラザソル
- 10月人狼TLPT　四周年記念公演
- 10月ホチキス第35回本公演『＋DOCTOR～ヤブ医者大爆発～』新宿村LIVE
- 11月オハヨウ劇場４０分！『おはようは恋のおまじない』～2017年9月千穐楽～
- 11月dopeAdope autumn festival2016!!!!!
- 12月ピウス企画「コンカツ狂騒曲」新宿御苑サンモールスタジオ

【2017】
- 1月　人狼TLPT「＃26：FLAG　裁きの神と呪われし秘宝」新宿村LIVE
- 2月　dopeAdope side step.2「プリズンロッカー」新宿御苑サンモールスタジオ
- 3月　舞台「龍よ、狼と踊れ」CBGK　シブゲキ！！
- 3月　SEPT　Presents　『ZEST』南青山Future SEVEN
- 4月　dopeAdope side step.3「レフトオーバーズ　LEFTOXERS」中野ポケット
- 6月　もりたろうライブvol.44～森の太郎結成１０周年記念ライブ　エビスstarバー
- 7月　ピウス企画　「トレーディングライフ」池袋シアターグリーンBIG　TREE　THEATER
- 8月　SEPT　vol.7～FATALISM～　銀座博品館劇場
- 9月　オハ劇「夏の思い出」
- 10月UZR初公演　『えきものがたり』シアター・バビロンの流れのほとりにて
- 10月　人狼TLPT　5周年記念公演　ニコファーレ」
- 11月dopeAdope side step.4『Mr.BONANZA－ミスターボナンザー』新宿御苑サンモールスタジオ
- 12月ルドビコ★vol.10『ＯＴＨＥＬＬＯ－オセロー～青い薔薇と緑の炎～』新宿御苑サンモールスタジオ

【2018】
- 1月　人狼TLPT　『#28 VILLAGE XIV 月凍る夜』　新宿村LIVE
- 1月　Project〆KIRI#6　『森海魚』　アトリエ第七秘密基地
- 2月　こちらスーパーうさぎ帝国 第24回公演　『僕はこたつで丸くなる。』　THEATER GREEN BOX in BOX THEATER
- 3月　人狼TLPT　『人狼TLPT X ドラゴンクエスト X』　シアター1010
- 3月　『龍よ、狼と踊れ～Dragon,Dance with Wolves〜 〜草莽の死士〜』　劇場紀伊國屋サザンシアター TAKASHIMAYA
- 5月　ピウス企画　『ゲームブレイカー』　中野 ザ･ポケット
- 5月　『dopeⒶdope spring TALK festival 2018!!!!!』　ホボホボ
- 6月　UZR第二回本公演　『雨宿りにコーヒーを』　新宿御苑サンモールスタジオ
- 7月　ブリッシュランド第一回公演　『下賤の天』　新宿シアターモリエール
- 9月　オハ劇　『君らしいを新しく』
- 9月　Casual Meets Shakespeare　『Hamlet SC』　ラゾーナ川崎プラザソル
- 10月　人狼TLPT 　『#30:VILLAGE XV 6th Anniversary "RINGING"』
- 11月　SEPTvol.8 　『MIRRORION』　銀座博品館劇場
- 12月　dopeⒶdope step.3　『スーパーノバ』　池袋シアターグリーン base theater

【2019】
- 1月　ミラリオンDVD発売記念イベント　『After the MIRRORION』　南青山Future SEVEN
- 2月　人狼TLPT S　『トランスミッション』　萬劇場
- 3月　『Hamlet SC』DVD発売記念イベント 　ラゾーナ川崎プラザソル
- 3月　UZR第三回本公演　『彼は誰時の桜』　新宿御苑サンモールスタジオ
- 5月　オハ劇 　『愛こそすべて』
- 5月　ピウス企画　『プレイルーム』　シアターKASSAI
- 6月　ピウス企画　『モナルコマキ-石川五右衛門異譚-』　シアターグリーン BIG TREE THEATER
- 7月　人狼TLPT　『#34:FLAG II』　新宿村LIVE
- 8月　ピウス企画　『ヒューマンエラー』　中野 ザ･ポケット
- 9月　『The Great Gatsby In Tokyo』　DDD青山クロスシアター
- 10月　dopeⒶdope step.4　『ドープアウト』　シアターKASSAI
- 11月　UZR短編作品集　『GIFT』　高田馬場ラビネスト
- 12月　UZR第四回本公演　『クリスマスができるまで』　コフレリオ 新宿シアター

【2021】
- 8月 UZR第五回本公演『この夏から一番遠い群青（）を探して』 ポケットスクエア 劇場MOMO[1]

【2022】
- 人狼TLPT 10th Anniversary -ROSERIUM-（9月、シアターサンモール）[2]
- モーニングコール屋（10月、コフレリオ 新宿シアター）[3]
- 12月 UZR第六回本公演『幾星霜、響く鐘』 サンモールスタジオ[4]

【2023】
- 人狼TLPT「トランスミッション」（5月、シアターサンモール）[5]
- 「マッシュル-MASHLE-」THE STAGE（7月、東京国際フォーラム ホールC / AiiA 2.5 Theater Kobe）レグロ・バーンデッド 役[6]

【2024】
- 「マッシュル-MASHLE-」THE STAGE 2.5（8月、天王洲 銀河劇場 / AiiA 2.5 Theater Kobe） - レグロ・バーンデッド 役[7]

【2025】
- SEPT fate to ReAnimation「Rebellion」（10月〈予定〉、こくみん共済 coop ホール/スペース・ゼロ）[8]
- Casual Meets Shakespeare「ヴェニスの商人 CS」（11月〈予定〉、IMAホール） - アントーニオ 役[9]

## 映像
- neurowearshippo/brain controlled tailconcept movie(脳波で動くしっぽ）

## テレビ
- NHKドラマ10『シングルマザーズ』（2012）
- テレビ東京　水曜ミステリー9『刑事の証明』（2013）
- NOTTV『オンナ♀ルール 幸せになるための50の掟』（2013）
- CSテレビ朝日『ねぇ、ヒルガオが咲いてるよ。』（2013）
- フジテレビ『アウトデラックス』（2014）
- NHK BSプレミアム『アイアングランマ』（2015）
- TOKYO MX『妖ばなし』（2018年9月8日） 第32話「豆腐小僧」 - 椎名 役

## ラジオ
- アートハート倶楽部スピンオフラジオ『ACT』（2013）
- アートハート倶楽部・番外編　レギュラー（2013）
- 『あやクリNight』かつしかFM　レギュラー（2014）
- 『ウチクリ内倉のArtHeartClub』(2015・10)

## お笑い
- オフィス★怪人社ライブ！
- 雷ライブ
- ナイナイサイズ!（NTV）